# Canyon Tenaya
Pour les articles homonymes, voir Tenaya (homonymie).
Le canyon Tenaya (en anglais : Tenaya Canyon) est une gorge américaine située dans le comté de Mariposa, en Californie. Formé par le Tenaya Creek, il est protégé au sein du parc national de Yosemite et pour partie par la Yosemite Wilderness au sein de ce parc.